# Строкатки (метелики)

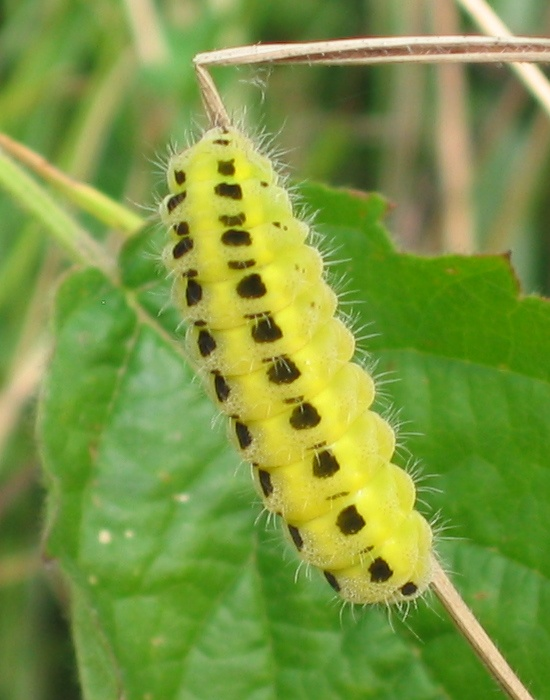
Гусениця Zygaena filipendulae

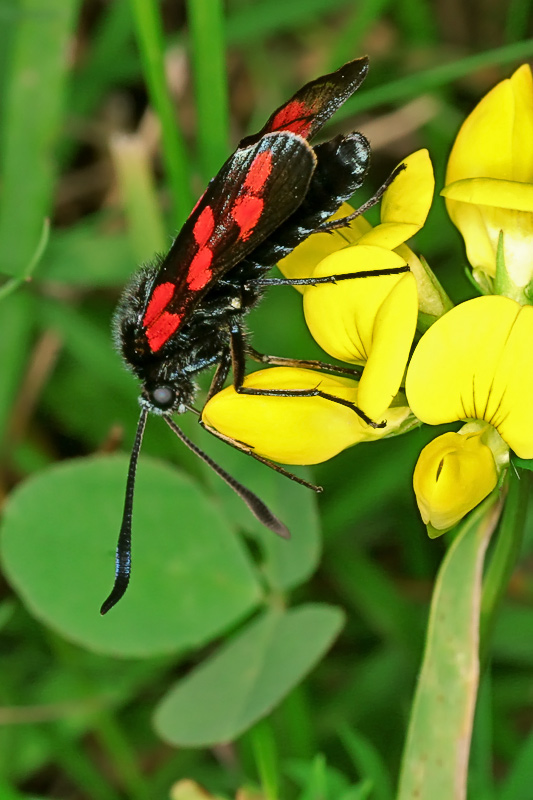
Zygaena carniolica

Строка́тки[джерело?], або красики, красикові, красикуваті — родина метеликів. 

## Опис
Розмах крил 20-40 мм, в спокої складені дахоподібно; передні — видовжені та вузькі, задні — відносно короткі. В гемолімфі є синильна кислота у вільному стані (імовірно, і деякі інші отруйні речовини), з чим пов'язане яскраве попереджуюче забарвлення: метелики строкаті — темно-сині з червоними, жовтими, зрідка білими плямами. Забарвлення також може бути однокольоровим блакитним із зеленуватим відблиском, інколи буре. Політ повільний, важкий. 

## Гусениці
Гусениці короткі, товсті. Більшість олігофаги. Живляться листям трав, особливо бобових, зрідка — дерев. Більша частина тримається відкрито. Діапауза в деяких особин може сягати 2-4 років.

## Видове різноманіття
Близько 1000 видів, переважно в тропіках.
1 вид — красик веселий (Zygaena laeta (Hubner, 1790)) внесений до Червоної книги України.
Вагомий внесок у вивчення строкаток світу зробив український вчений К. О. Єфетов.